# Berlyn (Ukraine)
Berlyn (ukrainisch Берлин, 1946–1992 Хмільове Chmiljowe, polnisch Berlin) ist ein Dorf in der Ukraine im Rajon Solotschiw der Oblast Lwiw.
Es gehört verwaltungstechnisch zur Stadtgemeinde Brody, bis 2020 war das Dorf Teil der eigenständigen Landratsgemeinde Jasliwtschyk im Rajon Brody.

## Name
Der  Ortsname leitet sich von dem Kutschentyp Berline ab, den lokale Handwerker auf Bestellung deutscher Herren produzierten. Dieser Pferdefuhrwerkstyp entstand ursprünglich in Berlin.

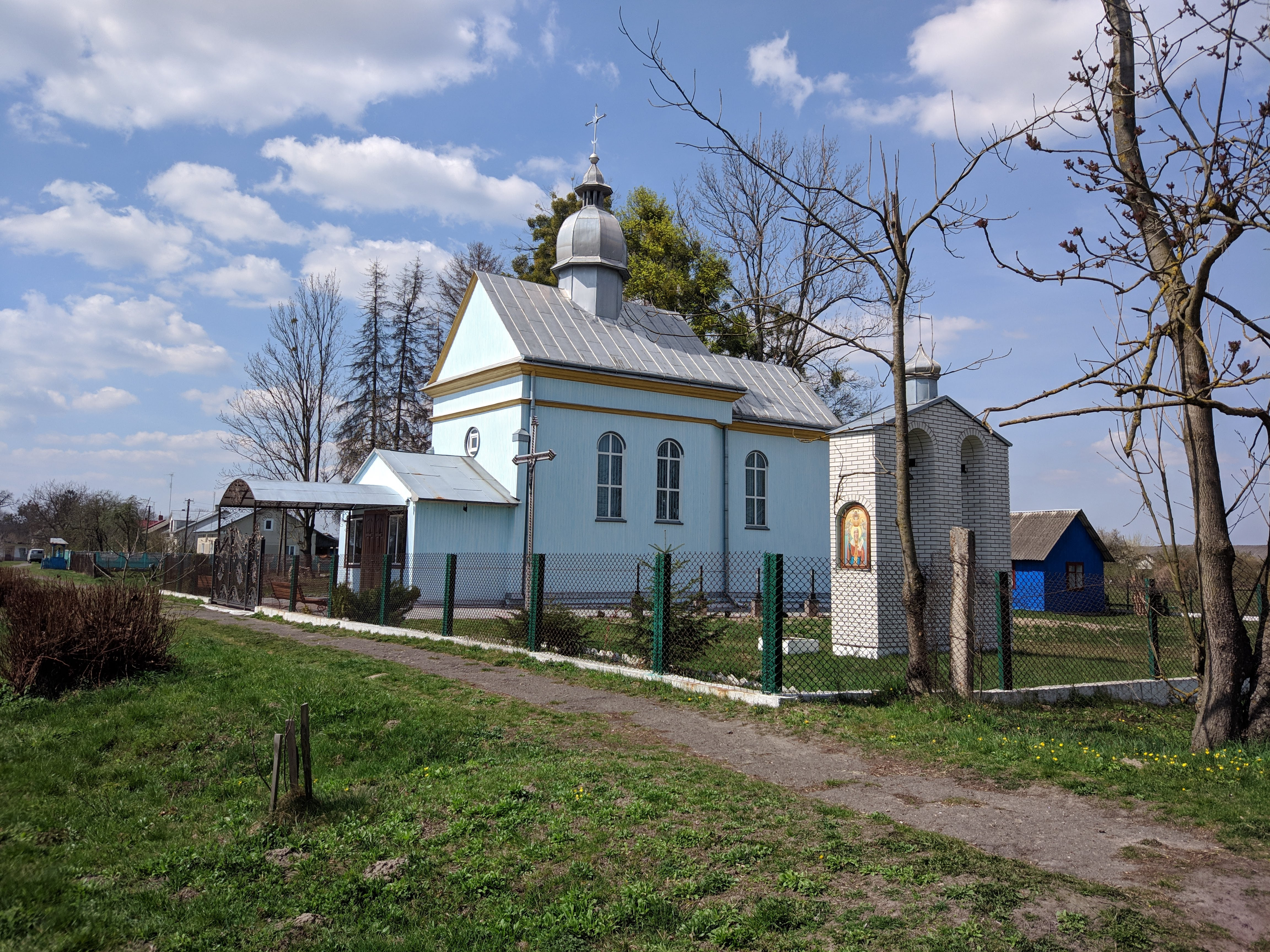
Kirche St. Paraskewy

## Geschichte
Die erste Erwähnung des Dorfes stammt aus dem Jahr 1431 und die Nächste von 1471.
Die Holzkirche St. Paraskewy ist seit 1906 bereits die vierte an dieser Stelle.
Zwischen 18. Juli 1946 und 15. Dezember 1992 trug der Ort den Namen Chmiljowe (Хмільове).